# Kay Skerra
Kay Skerra (* 1971 in Stralsund) ist ein deutscher Komponist.

## Biografie
Kay Skerra spielte Schlagzeug und Percussion in mehreren Bands und Musikprojekten, bevor er von 1994 bis 1997 Musikwissenschaft und Medien- und Kommunikationswissenschaften an der Martin-Luther-Universität Halle-Wittenberg studierte. Es folgte ein Studium in Filmkomposition bis zum Jahr 2000 an der Filmakademie Baden-Württemberg. Anschließend komponierte er für mehrere Kurzfilme die Musik, bevor er mit Fantasy-Abenteuerfilm Lenya – Die größte Kriegerin aller Zeiten als Filmkomponist für einen Langspielfilm debütierte. Seitdem zeigte er sich für die Musik von Fernsehfilmen wie Hai-Alarm auf Mallorca und 380.000 Volt – Der große Stromausfall sowie seit 2006 auch für die Fernsehserie Alarm für Cobra 11 – Die Autobahnpolizei verantwortlich.

## Filmografie (Auswahl)
- 2001: Lenya – Die größte Kriegerin aller Zeiten
- 2002: Herz oder Knete
- 2003: Mutter kommt in Fahrt
- 2004: Hai-Alarm auf Mallorca
- 2005: Lasko – Im Auftrag des Vatikans
- 2005: Der Clown
- seit 2006: Alarm für Cobra 11 – Die Autobahnpolizei (Fernsehserie)
- 2007: Unter Mordverdacht – Ich kämpfe um uns
- 2008: Der Abgrund – Eine Stadt stürzt ein
- 2010: 380.000 Volt – Der große Stromausfall
- 2016: Out of control